# Dominique Dietrich
Ne doit pas être confondu avec Dominique de Dietrich (1892-1963), industriel.
Pour les articles homonymes, voir Dietrich.
Dominique Dietrich (1620-1694) est un négociant et homme politique strasbourgeois. Il a notamment occupé régulièrement la position d’ammestre de la ville impériale libre de Strasbourg de 1660 à 1684. À ce poste, il se heurte frontalement aux ambitions de Louis XIV, qu’il ne peut empêcher de conquérir la ville en 1681. Il fait toutefois montre par la suite d’une résistance passive au pouvoir français, en refusant par exemple de se convertir au catholicisme. Cette opposition lui vaut de passer à partir de 1685 l’essentiel du reste de sa vie en exil ou assigné à résidence.

## Biographie
Dominique Dietrich, fils de Johann Dietrich, naît à Strasbourg le 30 janvier 1620. Après sa scolarité au Gymnase, il fait des études de droit à Leyde en 1644 et à Padoue en 1646. Après le suicide de son frère en 1654 il prend sa succession à la tête de l’affaire familiale. Élu en 1654 au Grand Conseil, il devient maître de la corporation de l’Échasse et membre des XXI en 1655. Il intègre le conseil des XV dès 1657 puis celui des XIII en 1659. Il est élu ammestre l’année suivante, position dans laquelle il est réélu régulièrement jusqu’en 1684.
Il adopte dans un premier temps une politique de neutralité, et refuse autant de prêter serment à Léopold Ier que les avances de Louis XIV. La ville ayant toutefois été contrainte de capituler devant le roi de France en 1681, la position de Dietrich devient précaire. Convoqué à Versailles le 24 février 1685 il refuse, malgré l’insistance de Louvois, à la fois de se convertir au catholicisme et de démissionner de sa charge, ce qui l’amène à être exilé à Guéret le 20 juillet 1685. Il est autorisé à rentrer à Strasbourg le 19 décembre 1687, mais ayant refusé de se rendre à une convocation de Louvois, il est exilé une nouvelle foois de avril 1688, cette fois à Vesoul. Il peut regagner Strasbourg en octobre 1689 où il est toutefois assigné à résidence jusqu’en 1692. Il meurt deux ans plus tard, le 9 mars 1694.